# HOWLING SYMPHONY OF...
『HOWLING SYMPHONY OF...』（ハウリング・シンフォニー・オブ...）は、日本のロックバンド、BEAT CRUSADERSのアルバムである。

## 概要
インディーズ1stアルバム。
曲名、歌詞が手書きになっている。日本語訳の上に、ギターコードが書いてある。

## 収録曲
1. E.C.D.T. (1:45)
（作詞・作曲:Toru Hidaka）
1stシングル｢NEVER POP ENOUGH e.p.｣収録。このアルバムの1、3、4番の曲はベストクルセイダースに収録されている。
PVが制作された。
2. RATS ME (1:48)
（作詞・作曲:Toru Hidaka）
PVがライブ映像になっている。
3. DERIDE (2:03)
4. BALK (1:39)
5. MEMENTO (1:58)
インディーズデビュー前から存在する曲
6. BASEBONE BOOGIE (3:31)
曲自体は1分50秒程度で終わるが、2分56秒から産屋敷光孝のボーカルが収録されている。